# Pleurocystites
Pleurocystites is een geslacht van uitgestorven stekelhuidigen uit het Ordovicium.

## Beschrijving
Deze cystoïde had een kelk met aan het bovenoppervlak grote platen en een tamelijk korte, dunner wordende steel, die nabij de kelk breed en flexibel was. Deze was samengesteld uit regelmatig afwisselende grote en kleine leedjes. Aan weerszijden van de centraal gelegen mondopening bevonden zich twee lange brachiolen (op een arm gelijkend aanhangsel). De normale kelkdiameter bedroeg ongeveer twee centimeter.

## Leefwijze
Dit geslacht leefde op de zeebodem en filterde zijn voeding.